# Edwin Skinner
Edwin Skinner (Port of Spain, 15 ottobre 1940) è un ex velocista trinidadiano.

## Biografia
All'apice della carriera ha fatto parte della squadra trinidadiana che vinse la medaglia di bronzo nella staffetta 4x400 m alle Olimpiadi di Tokyo 1964.

## Palmarès
| Anno | Manifestazione  | Sede  | Evento  | Risultato | Prestazione | Note |
| ---- | --------------- | ----- | ------- | --------- | ----------- | ---- |
| 1964 | Giochi olimpici | Tokyo | 4×400 m | Bronzo    | 3'01"7      |      |